# Verderol (bolet)
El verderol, groguet o pixaconill (Tricholoma equestre) és una espècie de bolet agarical de la família de les tricolomatàcies (Tricholomataceae).

## Morfologia
- Barret de color groc viu a groc verdós, més brunenc cap al centre.
- Superfície viscosa en el jove, s'asseca en l'adult i es trenca en esquametes brunes.
- Cutícula separable.
- Làmines juntes i grogues.
- Cama plena, robusta, més inflada al peu, del color de les làmines.
- Carn blanca, groguenca sota la cutícula.
- L'esporada és blanca.
- Olor i sabor agradables.[5][6]

## Hàbitat
És una espècie exclusiva de coníferes (sobretot de pins) que fa la seua aparició al llarg de la tardor. És més corrent sobre sòls silícics, i des de la terra baixa a l'alta muntanya.

## Ús gastronòmic
En els darrers anys, s'han publicat diversos estudis que relacionen el consum de grans quantitats d'aquest bolet en un període curt amb casos de rabdomiòlisi (destrucció del teixit muscular estriat) i que, en alguns casos, pot portar a la mort per implicació de la musculatura miocardíaca. En canvi, els trastorns digestius són mínims i, fins i tot, absents. És gastronòmicament apreciat al sud-oest de França, mentre que a Itàlia n'està prohibida la seua comercialització. A l'Estat espanyol també es va prohibir la seua venda al BOE per l'ordre SCO/3303/2006 del 23 d'octubre del 2006.

## Confusió amb altres bolets
Es pot confondre amb Tricholoma sulphureum, el qual és més petit, tòxic i fa una olor característica de sofre.